# Hans Henrik Anckarheim
Hans Henrik Grise, adlad Ankarheim, född 15 maj 1748 i Närtuna prästgård, död 22 maj 1814 i vattusot i Stockholm, var en svensk militär och kolonialguvernör.

## Biografi
Hans Henrik Grise adlades Ankarheim den 13 september 1772, strax efter Gustav III:s makttillträde, och introducerades som nr 2140 på riddarhuset 1786. Sköldebrevet finns i Riddarhusets arkiv. Han var medlem av Coldinuorden.
Ankarheim deltog i Gustav III:s ryska krig under kriget deltog han 1788 som flaggmajor, samt var tygmästare på Sveaborg 1789. Han deltog vid Första slaget vid Svensksund den 24 augusti, 1789. 1790 verkade han som flaggkapten och deltog som sådan under Slaget vid Fredrikshamn, och erhöll för detta Fredrikshamnsmedaljen.
Han befordrades till major vid arméns flotta 1789, samt blev ledamot av storamiralsämbetet, överste och generaladjutant i armén 1794. Han var kommendant och guvernör över kolonin S:t Barthélemy mellan 1801 och 1812. Han blev konteramiral efter hemkomsten. Ankarheim hade tydligen "negern" Madera med sig från S:t Barthélemy. Madera hittade nämligen amiralen död och var även med i förteckningen över bouppteckningen. Ytterligare detalj som var med i bouppteckningen var att "en värja i guld som amiralen skänkts av ön S:t Barthélemy till den framlidne har med varm hand gifvits den till hans dotter dotter, fröken Henrietta Sofia Gyllenpalm".
Han var gift med Sara Elisabeth, född Gillberg 1740 på Kungsörs kungsgård i Västmanland och avliden där 2 oktober 1814.
Ankarheim begravdes i koret i den gamla Skeppsholmskyrkan, eller Holmkyrkan, som brann ner 1822; den låg där nuvarande Nationalmuseum nu ligger.

## Utmärkelser
- Riddare av Svärdsorden – 27 augusti 1789
- Stora Svensksundsmedaljen i guld – 13 februari 1791[3]